# Neubeeren
Neubeeren ist ein Wohnplatz der Gemeinde Großbeeren im Landkreis Teltow-Fläming in Brandenburg.

## Lage
Der Wohnplatz liegt südwestlich des Gemeindezentrums. Nördlich ist der Ortsteil Ruhlsdorf der Stadt Teltow, südlich Ludwigsfelde und westlich der Ortsteil Sputendorf der Gemeinde Stahnsdorf. Er liegt auf der Gemarkung des 1375 erstmals erwähnten Dorfes Melvendorf, das 1435 wüst fiel.

## Geschichte und Etymologie
Aus dem Jahr 1750 ist überliefert, dass die „wüste Feldmark Melwendorf“ bei „Gelegenheit mit Wirten besetzt werden soll“. 1770 wurde erstmals eine Feldmark Moellendorff modo das erbaute Dorf Neu-Beeren urkundlich erwähnt. Es bestand zu dieser Zeit aus sieben Bauernhäusern und einem Krug und ging auf eine Gründung Karl Ludwig Ernst von Beerens zurück. Gerhard Schlimpert weist darauf hin, dass der Zusatz Neu dabei eine Neugründung anzeigt. Neben einem Schulmeister gab es auch einen Hirten. Karl Ludwig Ernst verstarb im Jahr 1769; sein Sohn, Hans Heinrich Arnold von Beeren, erhöhte die zu leistenden Abgaben so stark, dass die Bewohner wegzogen und der Ort erneut wüst fiel. 1775 entstand ein Vorwerk, das 1801 abermals erwähnt wurde. Es gab einen Einlieger und zwei Feuerstellen (=Haushalte). Der Ort war während der Schlacht bei Großbeeren stark umkämpft, wie zahlreiche Überlieferungen zeigen. Neubeeren entwickelte sich nur zögerlich: 1860 gab es neben dem Vorwerk ein Forsthaus, dazu fünf Wirtschafts- und zwei Wohngebäude. 1881 kam der Wohnplatz wie auch Großbeeren in den Besitz der Stadt Berlin. Sie betrieb das Vorwerk weiter und errichtete 1894 ein Arbeitshaus. Seit 1928 gehört Neubeeren zur Gemeinde Großbeeren und wurde 1970 als Ortsteil eingemeindet. Im Ort bestand zu keiner Zeit eine Kirche; die Gläubigen besuchten den Gottesdienst in Großbeeren.

## Bevölkerungsentwicklung
| Jahr      | 1772 | 1801 | 1858 | 1925 |
| Einwohner | 27   | 6    | 12   | 300  |

## Wirtschaft und Infrastruktur, Trivia
Die größten Arbeitgeber sind ein Pferdehof sowie ein Golfplatz mit angeschlossenem Restaurant. Im Ort gibt es weiterhin eine Tankstelle, eine Autowerkstatt, ein Speditionsunternehmen sowie ein Dienstleister für Transportkälte. Neubeeren ist Schauplatz eines Falls zum Ordnungswidrigkeitenrecht von Wolfgang Mitsch.

## Verkehr
Die Bundesstraße 101 führt in Nord-Süd-Richtung östlich der Gemarkung am Ort vorbei. Über die Buslinie 621 besteht eine Verbindung nach Ludwigsfelde und Teltow. Der Bahnhof Großbeeren liegt rund 700 m weiter östlich.